# Alexander Gerst
Alexander Gerst (Künzelsau, 3 de maio de 1976) é um astronauta e geofísico alemão. Foi o mais novo comandante de uma expedição na Estação Espacial Internacional, em 2018.
Formado pelo Instituto de Tecnologia de Karlsruhe, também cursou a cadeira de ciências da Terra na Universidade Victoria de Wellington, na Nova Zelândia, onde concluiu um mestrado em ciências. Trabalhando como pesquisador desde 2005, recebeu um doutorado em ciências naturais do Instituto de Geofísica da Universidade de Hamburgo em 2010, com uma dissertação sobre geofísica e dinâmicas de erupção vulcânica. Em 2007, participou de uma expedição científica à Antártica.
Selecionado para o corpo de astronautas da Agência Espacial Europeia (ESA) em 20 de maio de 2009, ele foi ao espaço em 28 de maio de 2014, integrando a tripulação da nave russa Soyuz TMA-13M, para uma missão de longa duração na ISS, como engenheiro de voo das Expedições 40 e 41 à estação. Durante seu período em órbita, realizou uma caminhada espacial para instalação, remoção e conserto de equipamentos na estrutura externa da ISS. Retornou em 10 de novembro, depois de passar cerca de 166 dias no espaço.
Voltou ao espaço em 6 de junho de 2018, a bordo da nave russa Soyuz MS-09, para nova estadia de longa duração na ISS, integrando as Expedições 56 e 57, comandando a segunda delas. Ele tornou-se o primeiro alemão a comandar uma expedição, o segundo da Agência Espacial Europeia desde o belga Frank De Winne na Expedição 21 em 2009, e o mais novo comandante das expedições à ISS, aos 42 anos de idade na época. Ele levou consigo um robô-assistente chamado "CIMON", criado pela IBM. Após 197 dias em órbita, em 20 de dezembro Getz e seus companheiros Sergey Prokopyev e Serena Auñón-Chancellor retornaram à Terra na mesma nave, após um reparo feito nela durante a expedição, pousando em segurança nas estepes do Casaquistão. Com um total de 362 dias acumulados em órbita, ele é o astronauta da ESA com mais tempo passado no espaço.